# Сайчич, Лазар
Лазар Сайчич (серб. Лазар Сајчић; род. 24 сентября 1996, Белград) — сербский футболист, полузащитник.

## Клубная карьера
Воспитанник школы белградского «Партизана». В 2013 году для получения игровой практики отправился в аренду в другой столичный клуб — «Телеоптик», выступавший в первой сербской лиге. Дебютировал в его составе 24 августа в игре с «Тимоком». Сайчич появился на поле на 86-й минуте вместо Саши Лукича. 28 мая 2014 года забил свой первый гол в профессиональной карьере. В игре заключительного тура первенства с «Бежанией» на 2-й компенсированной к основному времени матча минуте он отправил мяч в сетку ворот соперника, чем спас свою команду от разгромного поражения (2:4). По итогам сезона «Телеоптик» занял предпоследнее место в турнирной таблице и покинул первую лигу. Следующий сезон Сайчич провёл также на правах аренды в команде и стал лучшим бомбардиром второй сербской лиги в зоне «Белград», забив 18 мячей. 7 июня 2015 года в матче с «Хайдуком» полузащитник забил четыре мяча, три из которых с интервалом в три минуты. «Телеоптик» победил своего соперника со счётом 12:0.
Вторую половину 2015 года провёл в аренде в «Синджеличе», забив в 15 играх 3 мяча. В феврале 2016 года подписал контракт с «Ягодиной», выступающей в сербской Суперлиге. Первую игру в её составе провёл 22 апреля против «Младости», заменив на 75-й минуте Уроша Николича. В общей сложности Сайчич принял участие в трёх матчах в составе «Ягодины», которая по итогам сезона заняла последнее место в турнирной таблице и покинула элитный дивизион.
12 июля 2016 года перебрался в «Борац» из Чачака, выступающий в Суперлиге. В его составе за два сезона провёл 37 игр во всех турнирах и забил два мяча. По окончании контракт некоторое время провёл в чешском «Динамо» из Ческе-Будеёвице, но сыграл за него всего три игры.
18 апреля 2019 года перешёл в белорусскую «Городею», подписав с командой контракта на один год. Дебютировал в чемпионате Белоруссии 27 апреля в гостевой встрече с «Дняпро». Сайчич вышел в стартовом составе и на 60-й минуте уступил место Роману Волкову. В игре с могилёвцами во втором круге забил свой первый гол в Высшей лиге, принеся своей команде победу со счётом 3:2.